# Xerosecta reboudiana
Xerosecta reboudiana is een slakkensoort uit de familie van de Hygromiidae. De wetenschappelijke naam van de soort is voor het eerst geldig gepubliceerd in 1863 door Bourguignat.